# Carnivores (serie)
Carnivores è una serie di quattro videogiochi sulla caccia di genere sparatutto in prima persona per il PC dove il giocatore deve camminare silenziosamente e cacciare diverse specie preistoriche che cominciano dai dinosauri fino a grandi mammiferi quaternari (dipendenti dal titolo). I primi tre furono sviluppati dall'Action Forms e distribuiti dalla WizardWorks Software tra il 1998 ed il 2001. Il quarto gioco, Carnivores Cityscape, è stato sviluppato dalla Sunstorm Interactive e distribuito dall'Infogrames nel 2002.

## Giochi
| Titolo                                     | Prima pubblicazione | Piattaforma/e   | Note |
| ------------------------------------------ | ------------------- | --------------- | --- |
| Carnivores                                 | 30 novembre, 1998   | - 1998: Windows | - Sviluppato da Action Forms e pubblicato da WizardWorks Software - È il primo gioco nella serie di Carnivores - È stato creato usando il motore grafico AtmosFear - Ha ricevuto un punteggio di 7.1 e 7.3 su 10 da GameSpot e IGN rispettivamente. |
| Carnivores 2 o Carnivores: dinosaur hunter | 31 ottobre, 1999.   | - 1999: Windows | - Sviluppato da Action Forms e pubblicato da WizardWorks Software - È stato creato usando il motore grafico AtmosFear - Ha ricevuto un punteggio di 7.3 su 10 sia da GameSpot che da IGN                                                            |
| Carnivores: Ice Age                        | 15 gennaio, 2001    | - 2001: Windows | - Sviluppato da Action Forms e pubblicato da WizardWorks Software - È stato creato usando il motore grafico AtmosFear - Ha ricevuto un punteggio di 5.4 e 5.1 da GameSpot e IGN rispettivamente.                                                    |
| Carnivores: Cityscape                      | 25 marzo, 2002      | - 2002: Windows | - Sviluppato da Sunstorm Interactive e pubblicato da Infogrames - È stato creato usando il motore grafico Serious Engine - Ha ricevuto un punteggio di 5.2 e 6.5 da GameSpot e IGN rispettivamente.                                                 |